# Young Girls
Young Girls é uma canção do artista musical estadunidense Bruno Mars, gravada para o seu segundo álbum de estúdio Unorthodox Jukebox. A canção foi escrita por Mars, Philip Lawrence, Ari Levine, Jeff Bhasker e Emile Haynie. Foi lançado como primeiro single promocional do álbum em 6 de novembro de 2012. Posteriormente foi enviada as rádios em setembro de 2013 se tornando o quinto single oficial do álbum.

## Faixas
| Download digital |                | |         |  |
| N.º              | Título         | Compositor(es)                                                                                         | Duração |  |
| 1.               | "Young Girls"  | Bruno Mars, Damian Marley, Philip Lawrence, Ari Levine, Dwayne Chin-Quee, Mitchum Chin e Thomas Pentzt | 3:49    |  |
| Duração total:   | Duração total: | Duração total:                                                                                         | 3:49    |  |

| Faixas Bônus da Target |                                                 |                                         |                  |  |
| N.º                    | Título                                          | Compositor(es)                          | Duração          |  |
| 1.                     | "Young Girls (Versão original de demonstração)" | Mars, Lawrence, Levine, Bhasker, Haynie | The Smeezingtons |  |
| Duração total:         | Duração total:                                  | Duração total:                          | 3:39             |  |

## Créditos
Lista-se abaixo os profissionais envolvidos na elaboração de "Young Girls", de acordo com o encarte do álbum Unorthodox Jukebox.
- Bruno Mars: vocal principal, composição
- Jeff Bhasker: composição
- Emile Haynie: composição
- Philip Lawrence: composição
- Ari Levine: composição
- The Smeezingtons: produção

## Desempenho

### Posições
| Tabela musical (2013)              | Melhor posição |
| ---------------------------------- | -------------- |
| Austrália - ARIA Charts            | 62             |
| Canadá - Canadian Hot 100          | 19             |
| Coreia do Sul - Gaon Music Chart   | 1              |
| Estados Unidos – Billboard Hot 100 | 32             |
| Estados Unidos – Pop Songs         | 19             |
| Estados Unidos – Adult Pop Songs   | 13             |
| França - SNEP                      | 123            |
| Países Baixos – MegaCharts         | 18             |
| Nova Zelândia – RIANZ              | 23             |
| Reino Unido - UK Singles Charts    | 83             |

### Certificações
| País                  | Certificação |
| --------------------- | ------------ |
| Canadá - CRIA         | Ouro         |
| Estados Unidos - RIAA | Ouro         |

## Histórico de lançamento
| Região         | Data                  | Gravadora(s)     | Formato(s)       |
| -------------- | --------------------- | ---------------- | ---------------- |
| Estados Unidos | 6 de Novembro de 2012 | Atlantic Records | Download digital |